# Han Jun-hee
Han Jun-hee (한준희, né le 26 mai 1984) est un réalisateur et scénariste sud-coréen connu pour son thriller féminin Coin Locker Girl (en) (2015), succès au box-office national, et révélé en France à la Semaine de la Critique, durant le Festival de Cannes 2015.

## Filmographie
- 2005 : To Bite a Cigarette (court-métrage) - réalisateur
- 2006 : Once in a Summer (en) - support de production
- 2008 : BABO (en) - assistant-réalisateur
- 2013 : Understanding Moives - réalisateur
- 2013 : The Gifted Hands - scénariste
- 2013 : Hwayi - support de production
- 2015 : Coin Locker Girl (en) - réalisateur, scénariste
- 2019 : Hit-and-Run Squad - réalisateur